# Vincenzo Giura
Vincenzo Giura (Roccanova, 14 dicembre 1847 – Napoli, 9 febbraio 1926) è stato un orafo, gioielliere e politico italiano.

## Biografia
Nato da Raffaele e da Angiola Continanza; si spostò con i genitori a Napoli in adolescenza, dedicandosi all'oreficeria, una lunga tradizione della sua famiglia. Aprì un piccolo laboratorio artigianale, affermandosi ben presto nella città, nonostante la forte concorrenza di prodotti sia nazionali che stranieri. Nel 1883, l'Istituto d'arti e mestieri Casanova gli offrì l'opportunità di costituire, tra le proprie mura, un'officina di oreficeria, a patto di insegnare il mestiere agli allievi della scuola.
Successivamente, Giura aprì un punto di vendita in via Roma, strada importante del centro napoletano, che divenne un luogo ambìto dell'alta società, compresi i membri della famiglia reale come Umberto I e sua moglie Margherita, Vittorio Emanuele III e sua moglie Elena e i Duchi d'Aosta. Nel 1889, Umberto I gli conferì il Brevetto della Real Casa. Giura partecipò anche a diverse esposizioni internazionali come a Torino (1884), Anversa (1885), Napoli (1890), Palermo (1892), ricevendo premiazioni importanti.
Giunto ai vertici del commercio di lusso, Giura ebbe la possibilità di entrare nella Camera di Commercio di Napoli, assumendo la carica di consigliere che mantenne per circa 20 anni. Venne inoltre nominato da Enrico Arlotta presidente dell'Associazione commercianti e industriali, fondata da Arlotta nel 1883 e che Giura diresse per 15 anni. Dal 1904 al 1907 fu eletto consigliere al comune di Napoli e nel 1911 fu tra i fautori del primo congresso dei cavalieri del lavoro, tenutosi a Torino, nello stesso anno in cui avvennero le celebrazioni del cinquantenario dell'Unità d'Italia.
Dopo il Terremoto di Reggio e Messina, verificatosi nel 1908, fu membro del comitato esecutivo napoletano per i soccorsi ai profughi. Con l'avvento della prima guerra mondiale, la sua attività subì una crisi momentanea a causa della chiamata alla leva di molti suoi operai e, per mantenere in vita il progetto, tentò di diversificare l'offerta mirando a produrre armi e munizioni ma, per via delle difficoltà nel reperimento dei macchinari, Giura rinunciò all'idea. Fu tra i promotori della Commissione generale per lo studio dei problemi economici per il dopoguerra nel 1917, in cui Giura difese gli interessi dei commercianti, in particolare della categoria orafa ma gli esiti furono negativi.
Nello stesso anno, contribuì alla nascita dell'Unione regionale industriale, con l'obiettivo di tutelare il settore secondario napoletano e, nel dopoguerra, aderì all'appena nata Confindustria. Nel 1921, ormai anziano, venne sostituito dal figlio Raffaele, il quale mantenne il prestigio dell'attività, tant'è che fu premiato per la composizione in argento della culla destinata a Maria Pia di Savoia, primogenita del re Umberto II. Giura si spense a Napoli nel 1926.

## Premi
- Diploma d'onore all'esposizione generale di Torino (1884)
- Medaglia d'argento alla Mostra del lavoro di Napoli (1890)
- Diploma d'onore all'esposizione nazionale di Palermo (1892)